# Kasmír-tragopán
A Kasmír-tragopán (Tragopan melanocephalus) a madarak osztályának tyúkalakúak (Galliformes) rendjébe és a fácánfélék (Phasianidae) családjába tartozó faj.

## Rendszerezése
A fajt John Edward Gray brit zoológus írta le 1829-ben, a Phasianus nembe Phasianus Melanocephalus néven.

## Előfordulása
India és Pakisztán területén honos. Természetes élőhelyei a mérsékelt övi erdők.

## Megjelenése
A hím hossza 68,5–73 centiméter, ebből 22–25 centiméter a farokhossza, testtömege 1800–2500 gramm. A tojó kisebb, 60 centiméter, ebből a farokhossza 19–20 centiméter, testtömege 1250–1400 gramm.

## Életmódja
Rendkívül félénk és óvatos. Valószínűleg növényi anyagokkal táplálkozik.

## Természetvédelmi helyzete
Az elterjedési területe nem nagy, egyedszáma 3300 példány körüli és csökken. A Természetvédelmi Világszövetség Vörös listáján sebezhető fajként szerepel.